# Suga's Interlude
«Suga's Interlude» (estilizada en mayúsculas) es una canción de la cantante estadounidense Halsey y el rapero coreano Suga. Se lanzó el 6 de diciembre de 2019 a través de Capitol Records como el tercer sencillo promocional de su tercer álbum de estudio Manic (2020). La canción fue lanzada simultáneamente con el segundo sencillo promocional del álbum «Finally // Beautiful Stranger».

## Antecedentes y lanzamiento
En un concierto de Instagram, Halsey explicó por qué incluyó a Suga en la canción, afirmando que «Yoongi es realmente introspectivo y tiene esta perspectiva realmente inteligente de dónde estamos y qué estamos haciendo en nuestros estilos de vida únicos». La pista es un «pisoteado» K-pop balada basada en una melodía sombría de piano que explora temas de realización, autodesprecio y egoísmo, alentando a los fanáticos a seguir persiguiendo sus sueños y mirar hacia el futuro.
La canción se anunció el 3 de diciembre de 2019 a través de sus redes sociales. En una transmisión en vivo de Instagram el 3 de diciembre de 2019, Halsey anunció que lanzaría dos nuevas canciones y un video musical el viernes 6 de diciembre de 2019. Dos días después, reveló que esas dos canciones son «Suga's Interlude» y «Finally // Beautiful Stranger».

## Recepción crítica
Lexi Lane de la revista Atwood, mencionó que «la combinación del rap y las partes más lentas del canto de Halsey se combinan muy bien entre sí y proporcionan un puente entre las lenguas y las culturas». Sara Delgado, escribiendo para Teen Vogue, describió la pista como una «pista de tempo suave» que «mezcla teclas de piano con sintetizadores aireados», junto con «la voz conmovedora de Halsey con las habilidades de rap de Suga». En un artículo para Consequence of Sound , Nara Corcoran llamó a la canción una «balada pisoteada» con Halsey «cantando tristemente sobre una sombría melodía de piano», y Suga «rapeando en coreano rápida pero suavemente».

## Posicionamiento en listas
| Listas (2019)                                     | Mejor posición |
| ------------------------------------------------- | -------------- |
| Australia Digital Tracks (ARIA)                   | 27             |
| Canadá Hot Digital Song Sales (Billboard)         | 25             |
| Corea del Sur (Gaon)                              | 194            |
| Escocia (Official Charts Company)                 | 61             |
| Estados Unidos Pop Digital Song Sales (Billboard) | 9              |
| Finlandia Digital Song Sales (Billboard)          | 1              |
| Grecia Digital Song Sales (Billboard)             | 4              |
| Hungría (Single Top 40)                           | 9              |
| Malasia (RIM)                                     | 15             |
| Noruega Digital Song Sales (Billboard)            | 8              |
| Nueva Zelanda Hot Singles (RMNZ)                  | 18             |
| Reino Unido Download (Official Charts Company)    | 34             |
| Singapur (RIAS)                                   | 29             |
| Suecia Digital Song Sales (Billboard)             | 2              |